# Jewgienij Staniew
Jewgienij Aleksandrowicz Staniew (ros. Евгений Александрович Станев, ur. 25 września 1979) – rosyjski judoka. Dwukrotny olimpijczyk. Zajął trzynaste miejsce w Sydney 2000 i odpadł w eliminacjach w Atenach 2004. Walczył w wadze ekstralekkiej.
Siódmy na mistrzostwach świata w 1999; uczestnik zawodów w 2003 i 2005. Startował w Pucharze Świata w latach 1999–2001 i 2003-2008. Brązowy medalista mistrzostw Europy w 2002 i 2004. Wicemistrz MŚ wojskowych w 2005. Mistrz Rosji w 1998, 2001, 2006 i 2007; drugi w 2003, 2005; trzeci w 2004 roku.

## Letnie Igrzyska Olimpijskie 2000
| Konkurencja | Eliminacje            | Repasaże               | Klas. końcowa |
| Konkurencja | Przeciwnik I          | Przeciwnik I           | Miejsce       |
| ----------- | --------------------- | ---------------------- | ------------- |
| 60 kg       | Manolo Poulot (CUB) P | Ajdyn Smagułow (KGZ) P | 13.           |

## Letnie Igrzyska Olimpijskie 2004
| Konkurencja | Eliminacje            | Eliminacje           | Eliminacje               | Repasaże              | Klas. końcowa |
| Konkurencja | Przeciwnik I          | Przeciwnik II        | 1/4                      | Przeciwnik I          | Miejsce       |
| ----------- | --------------------- | -------------------- | ------------------------ | --------------------- | ------------- |
| 60 kg       | Younes Ahamdi (MAR) Z | Anis Lounifi (TUN) Z | Nestor Chergiani (GEO) P | Kenji Uematsu (ESP) P | IV runda.     |